# Веляризация
Веляриза́ция (лат. velum «завеса») — дополнительная артикуляция (точнее, сложная одновременная консонантная артикуляция), при которой задняя часть спинки языка приближается к мягкому нёбу. Иначе говоря, на артикуляцию согласного накладывается дополнительная [ы]-образная язычная артикуляция. Звук, артикулируемый с веляризацией, называется веляризованным. Для заднеязычных согласных эта артикуляция является основной, откуда их другое название — велярные.
В языках мира веляризация не очень распространена, однако иногда проявляется достаточно последовательно. Так, в русском языке многие твёрдые согласные, в особенности фонемы /ʐ/ (/ж/), /ʂ/ (/ш/) и /ɫ/ (/л/), веляризованы, за счёт чего более чётко противопоставляются мягким, являющимся палатализованными.

## Акустические характеристики
Незаднеязычные веляризованные согласные характеризуются особым тембром (к примеру, рус. /ɫ/ в отличие от невеляризованного /l/ — так называемого «l европейского»). Акустический эффект веляризации близок к эффекту лабиализации и определяется как бемольность (сдвиг вниз по частоте или ослабление высокочастотных составляющих). В спектре веляризованных согласных наблюдается усиление в области частоты 1000 Гц.

## Веляризация[4](веларизация[5]) гласных

### Древнеанглийский (уэссекский диалект[6])
| Переход | Праформа и соответствия в других языках       |
| ------- | --------------------------------------------- |
| *i > u: | прагерм. *widu- > др.-англ. wudu дрова        |
| *i > u: | прагерм. *widu(w)ōn- > др.-англ. wuduwe вдова |

### Правосточнославянский
| Переход | Праформа и соответствия в других языках          |
| ------- | ------------------------------------------------ |
| *ǐ > ǔ: | праслав. *vьlkъ > правосточнослав. *vъɫkъ волк   |
| *ǐ > ǔ: | праслав. *pьlnъ > правосточнослав. *pъɫnъ полный |